# Дейло, Емельян Михайлович
Емелья́н Миха́йлович Де́йло (14 (26) августа 1876 — не ранее 1922) — полковник 40-го пехотного Колыванского полка Русской императорской армии, герой Первой мировой войны. Участник Белого движения на Юге России, первопоходник, генерал-майор (1920).

## Биография
Из мещан. Уроженец Бессарабской губернии. Православного вероисповедания.
Общее образование — домашнее (не имел Свидетельства о среднем образовании).
В военную службу вступил добровольно 10 марта 1895 года рядовым на правах вольноопределяющегося 2-го разряда, выдержав испытание по наукам.
В 1899 году окончил двухлетний учебный курс Одесского пехотного юнкерского училища (по 2-му разряду) и в звании подпрапорщика назначен на службу в 40-й пехотный Колыванский полк, расквартированный в Варшаве (с 1906 года — в Лодзи, с 1910 — в Моршанске). 8 марта 1900 года произведен в подпоручики.
1 октября 1904 года, за выслугу лет, произведен в поручики со старшинством с 08.03.1904.
Участник Русско-японской войны. 3 июля 1905 года был переведен в 32-й Восточно-Сибирский стрелковый полк (кр. Владивосток). В боях не участвовал. 13 января 1906 года переведен обратно в 40-й пехотный Колыванский полк, 25 ноября того же года переведен в 184-й пехотный резервный Варшавский полк, а 4 марта 1907 года — обратно в 40-й пехотный Колыванский полк. 
1 октября 1908 года, за выслугу лет, произведен в штабс-капитаны со старшинством с 08.03.1908.
На Первую мировую войну выступил в рядах 40-го пехотного Колыванского полка. Командовал 6-й ротой.

5 сентября 1914 года, за выслугу лет, произведен в капитаны со старшинством с 08.03.1912. Был пожалован Георгиевским оружием
…за то, что командуя ротой в бою 10 ноября 1914 года у с. Галкувек и совместно с двумя драгунскими полками атакуя тяжелую батарею, огнем своей роты перебил орудийную прислугу и лошадей, чем оказал незаменимое содействие драгунам во взятии батареи, а спустя некоторое время, перебив лошадей и прикрытие обоза и парка, проходившего через село Галкувек, заставил его остановиться; затем, когда противником была выдвинута к мельнице у д. Галкувек 4-х орудийная батарея, которая открыла с расстояния 1200—1400 шагов сильный огонь по его роте и подходившим к ним частям, удачно направленным огнем роты заставил замолчать и эту батарею.
30 декабря 1914 года был контужен. С 7 января 1915 года лечился в 1-м Варшавском госпитале Красного Креста, затем вернулся в полк.
22 февраля 1915 года у д. Круша получил тяжелое огнестрельное ранение в живот и был эвакуирован в лазарет № 41 при Царскосельском Большом Дворце. С 11 июля 1915 года продолжал лечение в Москве, в госпитале купеческого собрания. По излечении вернулся в полк.
4 февраля 1916 года, за отличия в делах против неприятеля, произведен в подполковники (со старшинством с 30.06.1915), затем, 21 января 1917 года, — в полковники (со старшинством с 08.11.1916).
С 9 ноября 1916 года — командир 1-го батальона, с 18 июня 1917 года — временно командующий полком (40-м пехотным Колыванским).
В 1917 году был удостоен ордена Святого Георгия 4-й степени
…за то, что в бою 11 июля 1917 года у дер. Мышковице, командуя полком, выдержал тяжелый бой с превосходящими силами противника и выручил остальные полки дивизии от грозившей им опасности быть обойденными с тыла; отбивая атаки противника, лично водил свои батальоны в контратаку, обращая немцев в бегство.
С началом Гражданской войны в России вступил в Добровольческую армию. Участвовал в 1-м Кубанском походе в должности командира Охранной роты штаба Главнокомандующего. 15 марта 1919 года установлено старшинство в чине полковника. На 1 февраля 1920 года — комендант военного управления, вновь установлено старшинство в чине полковника. Позднее был произведен в генерал-майоры.
В эмиграции в Болгарии, в 1922 году руководил работами чинов 1-го армейского корпуса в Ямболе. 
Дальнейшая судьба не известна.

## Награды
- Медаль «В память русско-японской войны» (тёмно-бронзовая, 1907)
- Орден Святого Станислава 3-й степени (06.12.1910; ВП от 18.03.1911)
- Медаль «В память 100-летия Отечественной войны 1812» (1912)
- Медаль «В память 300-летия царствования дома Романовых» (1913)
- Орден Святой Анны 3-й степени с мечами и бантом (ВП от 29.12.1914)
- Орден Святого Станислава 2-й степени с мечами (ВП от 29.12.1914)
- Орден Святой Анны 4-й степени с надписью «За храбрость» (ВП от 07.03.1915)
- Орден Святого Владимира 4-й степени с мечами и бантом (ВП от 27.05.1915)
- Георгиевское оружие (ВП от 18.09.1915)
- Орден Святой Анны 2-й степени с мечами (ВП от 15.04.1916)
  - мечи и бант к ордену Св. Станислава 3-й степени (ВП от 30.01.1917)
- Орден Святого Георгия 4-й степени (Приказ по 11-й армии от 25.09.1917 № 676)
- Знак 1-го Кубанского (Ледяного) похода